# Rudi Schumann
Rudi Schumann (ur. 15 lutego 1947 w Böhlen) – niemiecki siatkarz, medalista igrzysk olimpijskich i mistrzostw świata.

## Życiorys
Schumann był w składzie reprezentacji Niemiec Wschodnich podczas igrzysk 1968 w Meksyku. Zagrał w pięciu z dziewięciu meczów, po których drużyna NRD zajęła 4. miejsce. Tryumfował z reprezentacją podczas pucharu świata 1969 i na rozgrywanych w Bułgarii mistrzostwach świata 1970. Schumann wystąpił także na igrzyskach 1972 odbywających się w Monachium. Zagrał we wszystkich pięciu meczach fazy grupowej, wygranym półfinale ze Związkiem Radzieckim oraz w przegranym finale z Japonią.
Grał w klubie SC Leipzig, z którym dziesięciokrotnie zdobywał tytuł mistrza NRD w 1965 i w latach 1968-1976.
W 1977 Schumann ukończył studia na Deutsche Hochschule für Körperkultur w Lipsku. Dwa lata później zakończył zawodową karierę. Był wykładowcą oraz trenerem piłki siatkowej, tenisa ziemnego, tenisa stołowego i piłki ręcznej na macierzystej uczelni. Następnie pracował na Uniwersytecie w Lipsku. Był trenerem klubu SV Rotation Süd Leipzig. Odszedł emeryturę w 2012 roku.